# LEGO

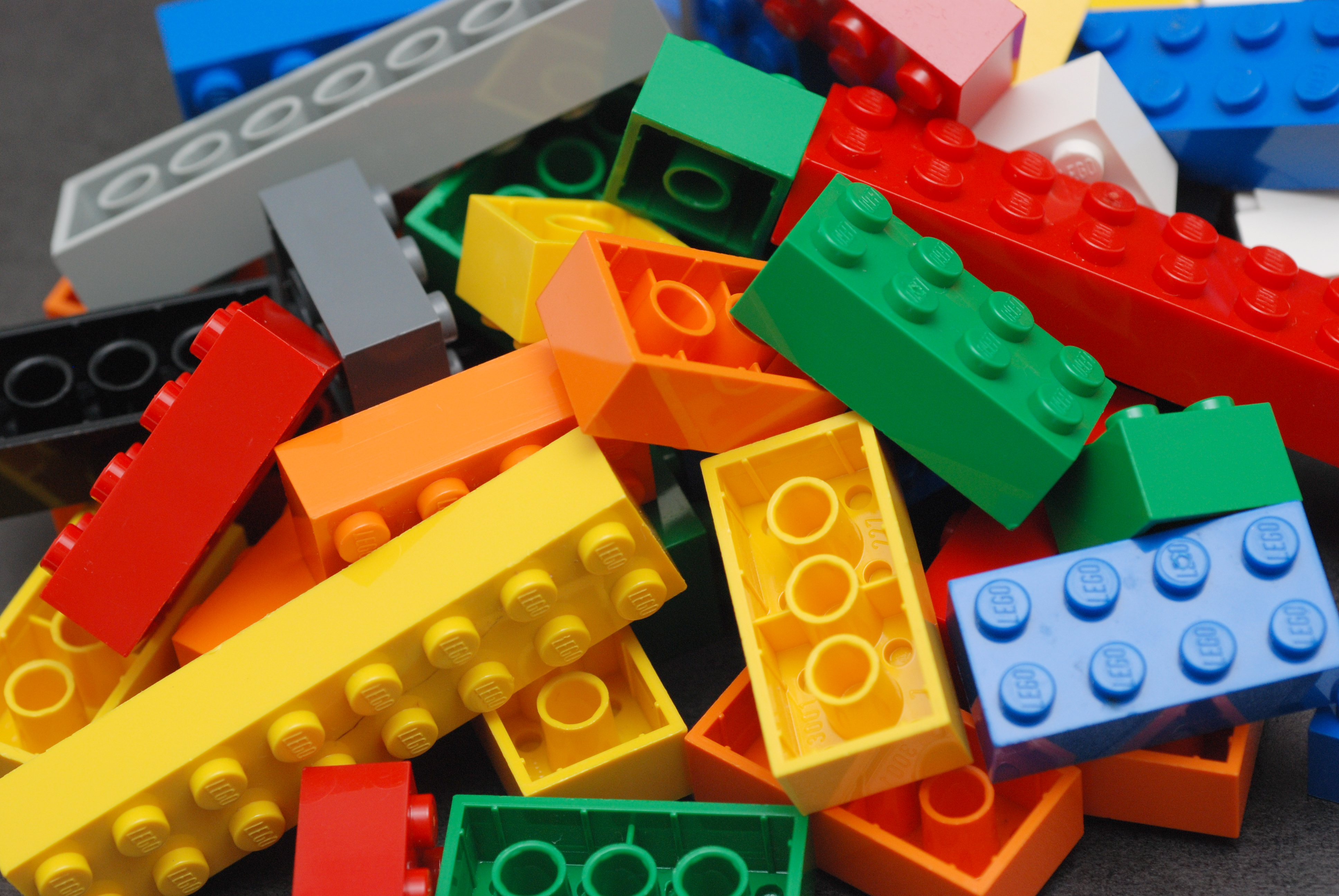
Legoblokjes

De standaard legoafmetingen

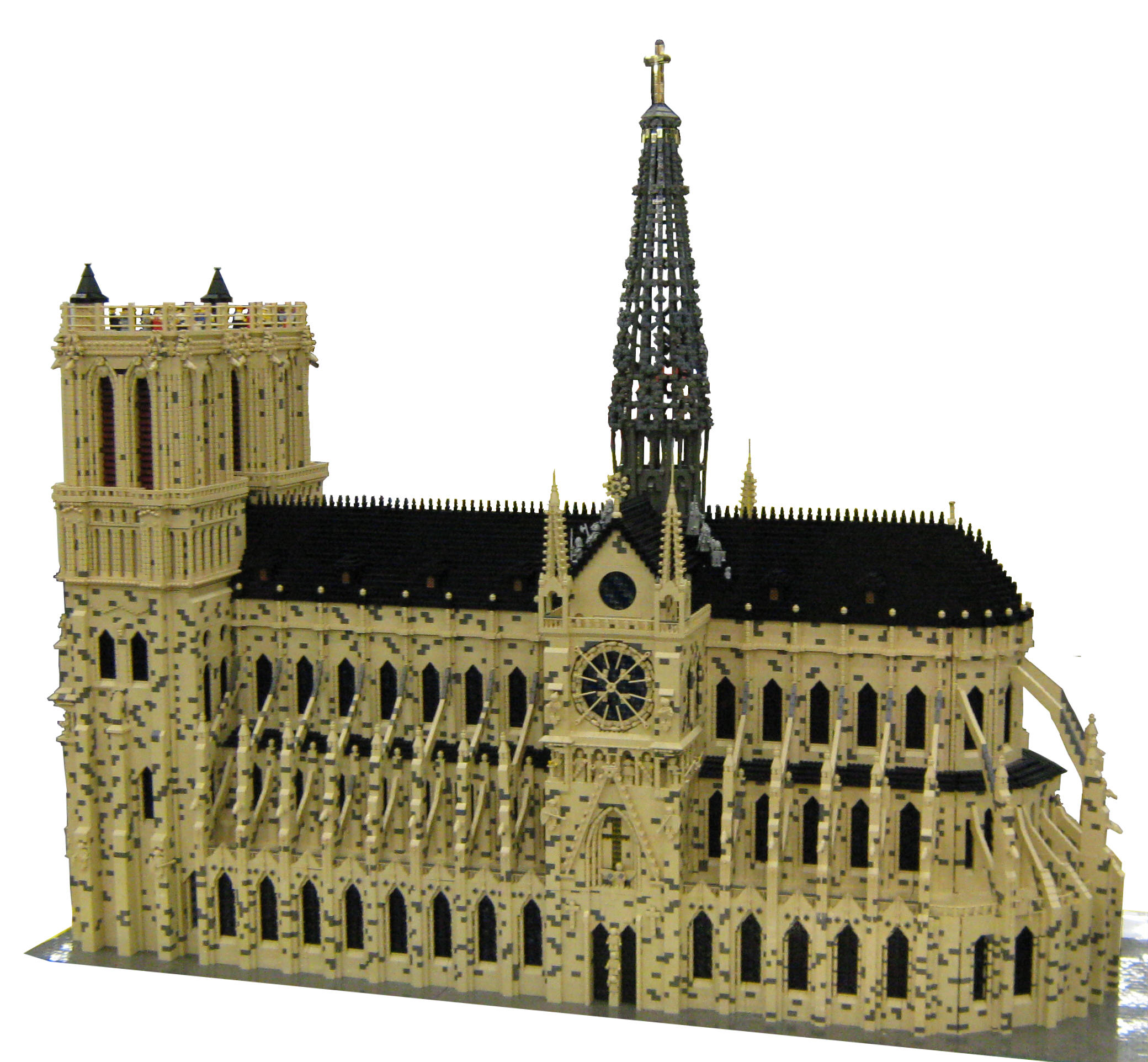
Een Notre Dame-model van LEGO

LEGO is een merknaam van Deense speelgoedfabrikant van gekleurde kunststofblokjes en -figuurtjes. Het familiebedrijf is de grootste speelgoedfabrikant van Europa en de op een na grootste ter wereld, na Mattel en voor Hasbro. In 2023 presteerde de LEGO Group een recordomzet van 66 miljard Deense kronen (8,8 miljard euro). Hiervan werd zo'n 15% behaald in Azië en de rest van de omzet werd behaald in Europa en Noord- en Zuid-Amerika in ongeveer gelijke delen.
LEGO heeft al twee keer de prijs "speelgoed van de eeuw" gewonnen. De naam "LEGO" refereert inmiddels niet alleen aan de fabrikant zelf, maar is een soortnaam voor het speelgoed geworden.

## Geschiedenis
In 1916 begon Ole Kirk Christiansen in het Deense stadje Billund een houtbewerkingszaakje. De eerste jaren maakte hij voornamelijk meubels, maar vanaf 1932 ging hij zich ook toeleggen op houten speelgoed en kwam de naam LEGO in gebruik. De naam "LEGO" is afgeleid van de Deense woorden "LEg GOdt" (speel goed). Later bleek het woord in het Latijn te interpreteren als "ik verzamel" (ook "ik kies" of "ik lees"). De eerste slagzin van LEGO was Det bedste er ikke for godt (Nederlands: Het beste is niet goed genoeg).
Toen na de Tweede Wereldoorlog het gebruik van kunststof steeds populairder werd, ging Christiansen dit materiaal ook gebruiken voor zijn speelgoed. In 1947 begon het bedrijf onder licentie plastic bouwstenen te produceren: blokjes met aan de bovenkant ronde noppen en hol aan de onderzijde, waardoor de blokjes aan elkaar verbonden konden worden. In 1958 patenteerde LEGO een belangrijke verbetering: door buisjes in de onderzijde van de steentjes te plaatsen, konden ze op meer manieren aan elkaar verbonden worden en zaten ze ook steviger aan elkaar. Dat werd het legosteentje zoals we dat nu kennen. In die tijd werd echter een mindere kwaliteit plastic (celluloseacetaat) gebruikt.
De slechte kwaliteit van de steentjes bezorgde LEGO een slechte naam en de zaken gingen steeds slechter. In 1958 overleed Ole Kirk Christiansen en de zaken werden overgenomen door zijn zoon Godtfred Christiansen. Langzaam ging de kwaliteit van de kunststof steentjes vooruit en de zaken gingen beter. Nadat in 1960 een opslagplaats in vlammen op was gegaan, werd besloten te stoppen met het houten speelgoed en de kunststofblokjes tot "core business" te verheffen.

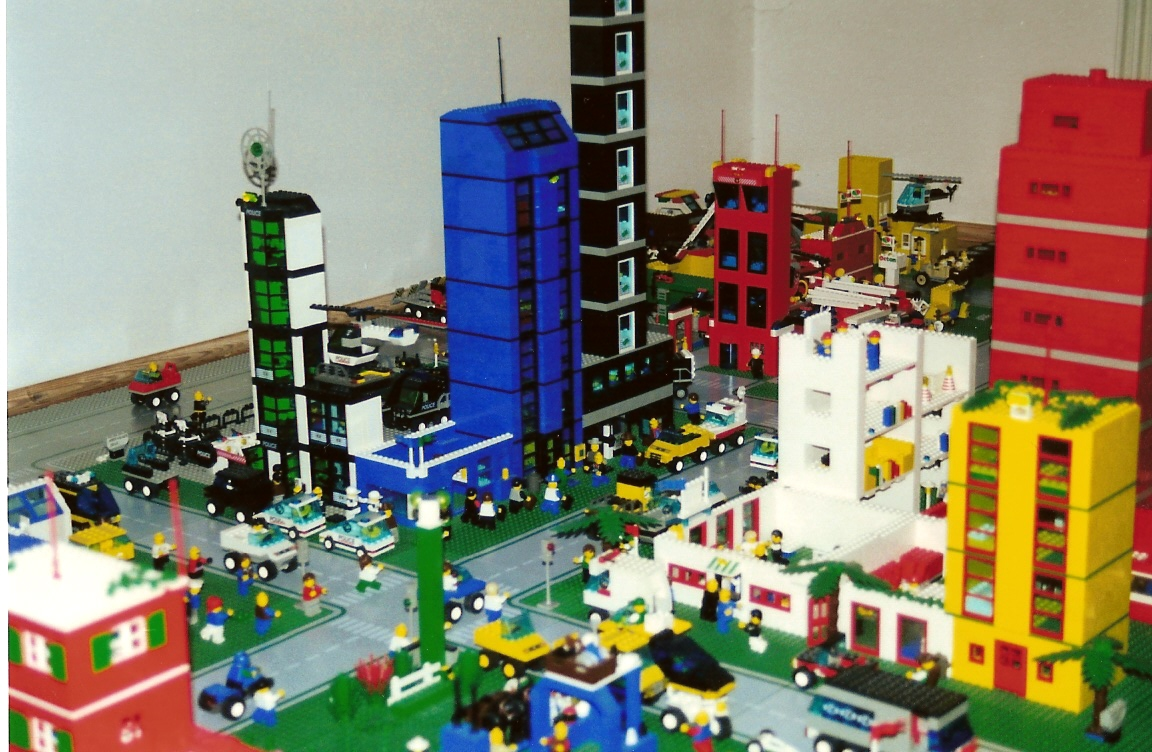
Chicago in legostenen

In 1961 werd het systeem met wielen uitgebreid. Hierdoor werden de mogelijkheden veel groter. LEGO werd vanaf dit jaar ook verkocht in de Verenigde Staten en Canada.
In 1962 worden elementen geïntroduceerd waarvan de hoogte 1/3 was van de standaardhoogte. Aan het eind van de jaren vijftig was hiermee al een bescheiden begin gemaakt met een vijftal witte grondplaatjes (drie rechthoekige van respectievelijk 8×2, 8×4 en 8×6 noppen en twee van 8×4 noppen met een linker- respectievelijk rechterafronding).
In 1963 werd de tot op dat moment gebruikte kunststof celluloseacetaat verruild voor het stabielere acrylonitril-butadieen-styreen (ABS), het materiaal dat tot op heden nog wordt gebruikt.
In 1966 werd een van de succesvolste legoseries gelanceerd: het treinsysteem. Met een motor die draaide op een batterij van 4½ volt (later 12 volt en nog later 9 volt) kon met zelfgebouwde treintjes over rails worden gereden. In 2006 werden draadloos bestuurbare treintjes op de markt gebracht.
In 1969 werd een nieuw, speciaal op jonge kinderen gericht, systeem op de markt gebracht: Duplo. De Duplostenen waren groter dan de gewone legosteentjes en bevatten geen kleine onderdelen (inslikkingsgevaar). Doordat Duplostenen in alle richtingen precies twee keer zo groot zijn als de normale elementen, kunnen ze tot op zekere hoogte door elkaar worden gebruikt.
Vanaf 1970 kende LEGO een enorme groei. Er werden wereldwijd meerdere nieuwe fabrieken opgezet en het assortiment werd steeds groter. In 1979 werden de Lego Mini Figures ontworpen, deze poppetjes zijn de poppetjes die we nu kennen, En er ontstaan thema's als Stad en Middeleeuwen. "Fabuland" was gericht op kleinere kinderen om eigen fantasiewerelden te bouwen en in 1977 ontstond de "LEGO Technic"-serie. Hiermee konden (vooral) zeer gedetailleerde voertuigen gebouwd worden en de mogelijkheden waren vrijwel eindeloos. In 1987 werd de "Technic" serie uitgebreid met "LEGO Pneumatic". Een paar jaar eerder, begin jaren tachtig werd voor het eerst Ruimtevaart LEGO uitgebracht waarmee ruimteschepen, raketten en maanvoertuigen gebouwd konden worden. Dit is een van de eerste themasets waar er rondom een onderwerp een serie van producten wordt uitgegeven. In 1989 kwamen de LEGO Piraten-sets uit.
Een van de laatste uitbreidingen op de kunststofblokjes zijn de LEGO Mindstorms "Robotic Invention Systems". Hiermee zijn robots te bouwen die door middel van sensoren op hun omgeving kunnen reageren. Er zijn verschillende soorten programmeerblokjes, de oudere zijn "voorgeprogrammeerd", de nieuwste soorten RCX, NXT en EV3 zijn ook zelf te programmeren. Hiervoor wordt bij LEGO Mindstorms de nodige software geleverd die op een computer kan worden geïnstalleerd. Met die systemen kan een robot tot "leven" gewekt worden. Hiervoor zijn intussen meerdere programmeertalen beschikbaar. Deze software is ook te downloaden van de site van LEGO en is tevens als app verkrijgbaar in de verschillende appstores voor smartphones en tablets.
Ook in de originele LEGO kwam een vernieuwing. De zogenaamde "System"-LEGO bestond aanvankelijk alleen uit rode en witte steentjes. Nadien kwamen er rode en witte dakstenen, deuren en ramen bij en ook stenen in blauw en "glas". Grijs en groen waren aanvankelijk voorbehouden aan de 8×16 nops grondplaat, maar later werden ook grijze en groene blokjes ontworpen zodat boompjes en bouwplaten mogelijk werden. Nadien werden geel en zwart populaire gebruikte kleuren. De nieuwste legokleuren zijn lichtgroen, lichtblauw en Winnie de Poeh-oranje (dat ook gebruikt wordt in de nieuwe pompoenmodellen in Legoland-Billund).
In 1988 verliep het laatste patent van de originele blokjes; sindsdien zijn er verschillende fabrikanten die gelijkvormige blokjes maken onder andere namen. In november 2008 verwierp het Hof van Justitie van de Europese Unie een beroep van het bedrijf op het Europees merkenrecht: het Hof stelde dat technische functies (zoals bouwsteentjes) geen beschermd merk kunnen zijn. Deze uitspraak werd nogmaals bevestigd in 2010.
In 2006 werd LEGO door Bloomberg BusinessWeek uitgeroepen tot de grootste bandenproducent ter wereld. LEGO produceert ongeveer 306 miljoen kleine banden per jaar voor de diverse modellen. Deze bewering is in 2012 bevestigd door het Guinness Book of Records.
Op 28 januari 2008 vierde LEGO zijn 50ste verjaardag. Daarvoor werden er minifigs van popsterren gemaakt. Het waren Amy Winehouse, Madonna en Cliff Richard. De webpagina van Google toonde speciaal voor deze gelegenheid een aangepaste versie van het Google-logo.
Op 28 januari 2018 vierde LEGO zijn 60ste verjaardag. Hierdoor zijn er speciale sets uitgebracht waaronder de jubileumsets als de eerste legotrein uit 1966 die weer vernieuwd is en die natuurlijk niet meer op knopjes maar op afstandsbediening werkt. Ook is het oude logo uit 1958 opnieuw gebruikt tijdelijk.
In 2022 vierde LEGO het 90-jarige bestaan van het houten speelgoed en tevens ook nog de herviering van het legosteentje. Hiervoor zijn de houten sets uit 1932 tot 1958 omgezet tot bouwwerken van het huidige LEGO.
Door de jaren heen zijn al veel aan LEGO gerelateerde wereldrecords gemaakt en verbroken. Van 5 tot 9 september 2012 werd in Praag de hoogste legotoren ter wereld gebouwd. Deze had een hoogte van 32,5 meter.

## Ontwerp en productie

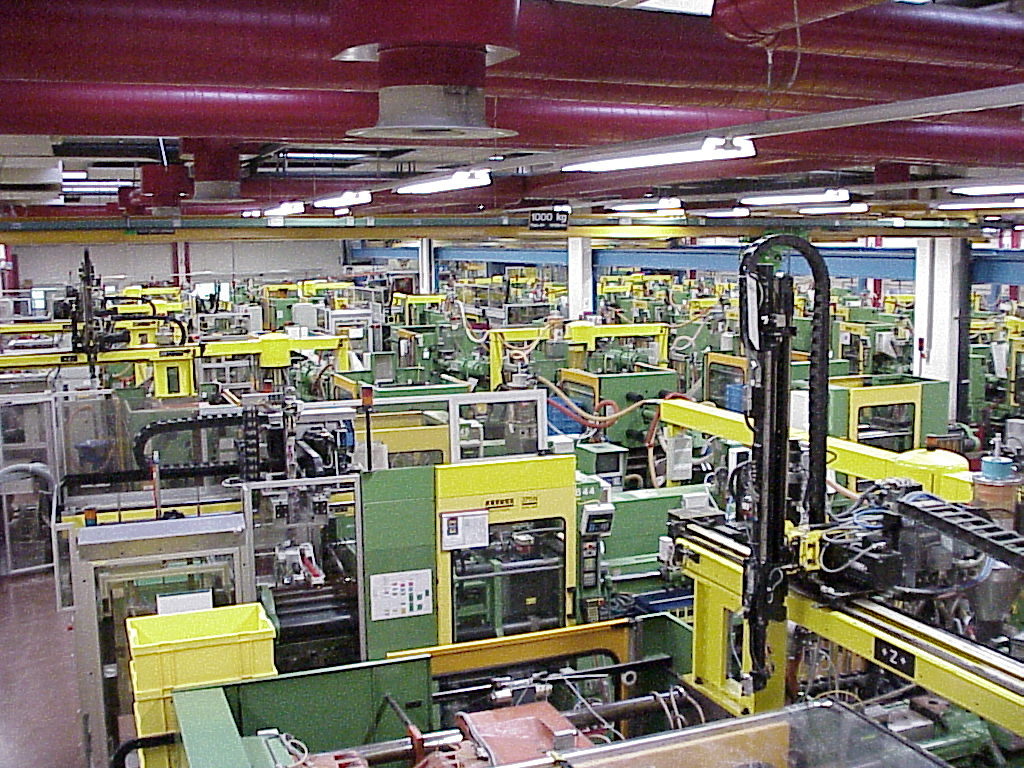
Voormalige Legofabriek in Neuhof in Baar; de productie is na de sluiting naar Willisau verplaatst

De nieuwe legosets worden voornamelijk in het hoofdkantoor in Billund ontworpen, maar het bedrijf heeft ook kantoren in München, Barcelona, Los Angeles en Tokio. De ontwerpgroep bestond in 2011 uit 120 personen van 15 verschillende nationaliteiten.
In 2004 zijn er wereldwijd meerdere fabrieken waar de legosteentjes en accessoires worden geproduceerd. In Denemarken staan twee fabrieken en verder staan er fabrieken in de Verenigde Staten, Zuid-Korea, Hongarije en Tsjechië. Gezamenlijk produceren deze fabrieken ongeveer 20 miljard legosteentjes per jaar. Het assortiment bestaat uit ongeveer 2200 verschillende stenen die worden vervaardigd in 55 verschillende kleuren. De kwaliteitseis dat iedere mal slechts een afwijking van 0,002 millimeter mag hebben, zorgt ervoor dat er per miljoen stenen slechts 18 tussen zitten die niet aan de eisen voldoen. Alle legostenen die van 1958 tot op heden zijn geproduceerd moeten op elkaar passen; het mag hierbij niet uitmaken in welk jaar of in welke fabriek de stenen zijn gemaakt.
De kunststof die wordt gebruikt om legobouwstenen te maken (ABS, acrylonitril-butadieen-styreen) wordt door het Duitse chemieconcern Bayer geleverd. Voorheen werd de kunststof gemaakt door DSM op Chemelot in Geleen. Transparante LEGO-bouwstenen worden gemaakt van polycarbonaat.
Er is een aflevering van Megafactories National Geographic Channel over de productie van het politiebureau van LEGO.

## Kwaliteit
Vanaf het moment dat de populariteit begon te stijgen, werden de kwaliteitseisen hoger. De makers van LEGO ontwierpen "De 10 Geboden van LEGO", waarop de fabricage altijd zou worden afgesteld. Deze 10 geboden worden tot op heden gewaarborgd en nog steeds gerespecteerd bij het ontwerpen van nieuwe legostenen. De "Geboden" houden onder andere het volgende in:
- Zowel jongens als meisjes moeten met dezelfde LEGO kunnen spelen.
- Per ontworpen blokje moet er een zeer groot aantal bouwmogelijkheden blijven; zes standaard bouwstenen (afmeting 2×4) zijn op 915.103.765 verschillende manieren te combineren.
- Legoblokjes moeten identiek zijn in afmetingen; de mallen die de stenen 'persen' hebben een afwijking van maximaal 0,002 mm. (Toen LEGO startte met het maken van de plastic blokjes, was dit "slechts" 0,005 mm).
- LEGO moet inventief zijn en de verbeelding mag de enige beperking zijn. Dit is overigens ook een slagzin van LEGO: "je verbeelding is de enige beperking".
- LEGO moet duurzaam zijn, wat betekent dat de kleur en de vorm van een bouwsteen niet mogen veranderen.

## Legowiskunde
De aantrekkingskracht van LEGO is deels gebaseerd op het grote aantal manieren waarop de blokjes kunnen worden gecombineerd. Twee blokjes van twee bij vier (met acht noppen) kunnen reeds op 24 manieren aan elkaar vast worden gemaakt. Als die twee blokjes een verschillende kleur hebben worden dat 48 manieren. In 1974 publiceerde Jørgen Kirk Kristiansen in het bedrijfsblad 'Klodshans' van LEGO dat zes van zulke blokjes – van dezelfde kleur – op meer dan 100 miljoen verschillende manieren kunnen worden opgestapeld, namelijk 102.981.500. Als de zes blokjes ook op andere manieren mogen worden gecombineerd (dus ook in combinaties die lager dan zes blokjes hoog zijn) dan worden dat al 915.103.765 manieren, bijna een miljard. Bij zeven blokjes worden dat 85.747.377.755 manieren.
Toen Deense wiskundigen in 2004 tot het getal van 915.103.765 kwamen, had een pc uit die tijd ongeveer een halve week nodig gehad om dat op basis van een computerprogramma te berekenen. Wiskundigen hebben namelijk nog geen formule ontdekt om uit te rekenen op hoeveel manieren n blokjes van twee bij vier gecombineerd kunnen worden, dus het aantal kan alleen worden bepaald door een computer een voor een alle mogelijkheden te laten nagaan. Wel bestaat er een formule om uit te rekenen hoeveel mogelijkheden er bestaan om n blokjes van twee bij vier op te stapelen tot een toren van hoogte n of tot een toren van een hoogte n−1 (waarbij er dus op slechts één 'verdieping' twee blokjes naast elkaar mogen worden geplaatst). Bij een toren van een hoogte n bestaande uit n blokjes wordt het aantal mogelijkheden gegeven door:
Daaruit blijkt dat er voor een toren van 25 hoog, gebouwd met 25 blokjes van twee bij vier 4.028.635.400.867.168.454.517.798.790.018.457.665.536 ≈ 4,0 · 1039 mogelijkheden zijn. Het is onbekend hoeveel mogelijkheden er zijn om 25 blokjes ook op andere manieren te combineren. Wiskundigen schatten dat het om een getal van 47 cijfers gaat. Met computers uit 2004 zou het 130.881.177.000.000.000.000.000.000.000.000.000.000.000 jaar duren om het exacte aantal uit te rekenen. Ervan uitgaande dat een moderne computer 1000 keer zo snel is als een pc uit 2004, dan zouden er van dit cijfer drie nullen af gaan. De formule voor het aantal mogelijkheden voor een toren van n blokjes met hoogte n−1 luidt:
Deense wiskundigen voorspellen dat het onmogelijk zal zijn een algemene formule te vinden waarmee het totale aantal mogelijkheden kan worden berekend waarop n blokjes van twee bij vier aan elkaar kunnen worden gemaakt.

## Beeldmerk

Het beeldmerk van LEGO

Het beeldmerk van LEGO, het woord LEGO in witte letters met een gele en zwarte omranding op een vierkant rood vlak, is wereldwijd bekend. Het wordt dan ook angstvallig bewaakt om te voorkomen dat het misbruikt wordt. Het woord LEGO wordt door het bedrijf ook consequent met hoofdletters gespeld.

## Filmografie
- De LEGO Film
- De LEGO Film 2
- The Lego Batman Movie

## Legoland

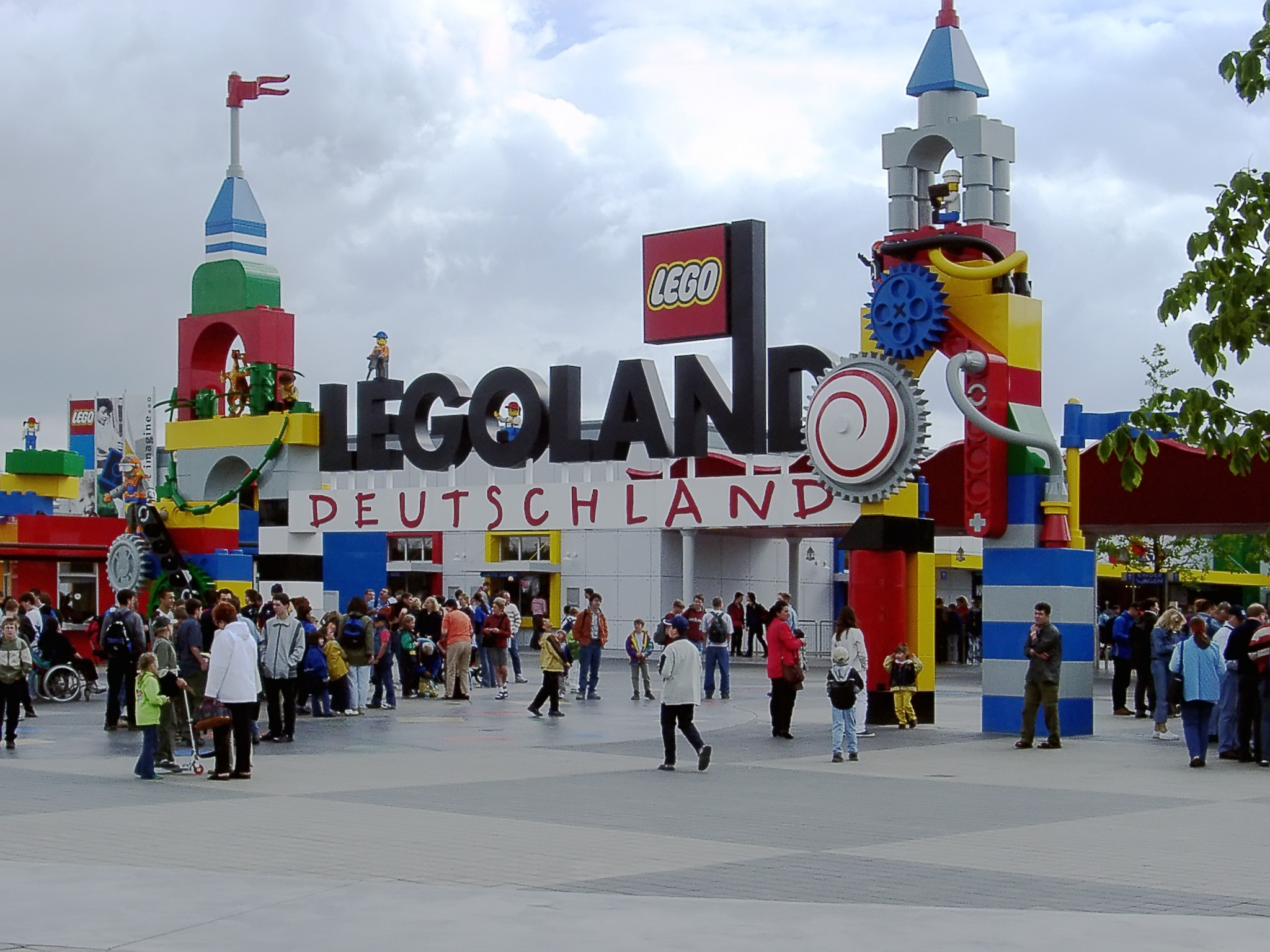
Ingang van Legoland Deutschland

Sinds 1968 bestaan er ook themaparken in legostijl. In dat jaar werd het eerste Legoland geopend in Billund. Eind jaren negentig werden nog twee parken gebouwd: in 1996 opende Legoland Windsor in Engeland en in 1999 Legoland Californië in de Verenigde Staten. Legoland Deutschland, het nieuwste park, opende in 2002. Legoland Windsor trekt jaarlijks 1,3 miljoen bezoekers. De overige drie parken worden jaarlijks door ongeveer 1,4 miljoen mensen bezocht.
Ondanks deze hoge bezoekersaantallen, hebben alle vier parken hun verwachtingen niet waar gemaakt: de parken behaalden niet hun beoogde winst. In juni van 2005 kocht de Blackstone Group, een investeringsbedrijf uit New York, 70% van de aandelen van de vier parken en bracht deze onder de merknaam Merlin Entertainments Group. De LEGO Group behoudt tot op heden 30% van de aandelen. Sinds 2019 is Legoland weer volledig in handen van de LEGO-group.

## Legoland Discovery Center
Naast de LEGOLAND-attractieparken zijn in diverse plaatsen verspreid over de hele wereld LEGOLAND Discovery Centers te vinden. Dit zijn kleine overdekte LEGOLAND-attractieparken. Deze zijn te vinden op druk bezochte plekken, zoals bijvoorbeeld winkelcentra. Ze zijn te herkennen aan de giraffe van LEGO die voor de ingang staat. Binnen zijn diverse LEGO-attracties te vinden voor kinderen, zoals een darkride, 4D-bioscoop met LEGO-film, miniatuurwereld van LEGO en een LEGO Factory Tour waarin wordt gedemonstreerd hoe LEGO gemaakt en gebouwd wordt. Ook is er een LEGO-shop en een LEGO-restaurant. 

## Opmerkelijke voorbeelden van het gebruik van LEGO

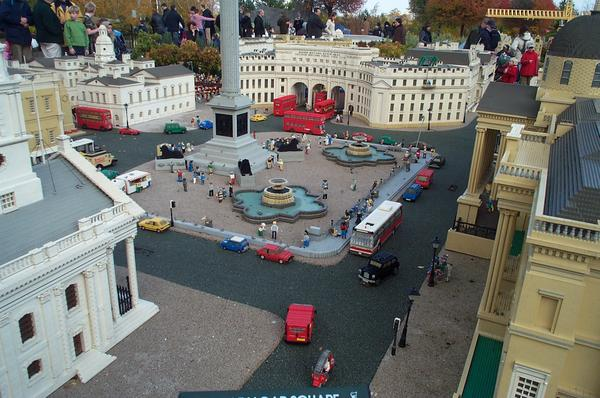
Trafalgar Square in LEGO

- Talrijke specifieke thema's zijn uitgewerkt met behulp van LEGO. Zo zijn verschillende Bijbelverhalen nagebouwd in LEGO,[16] bestaan er taferelen uit Harry Potterfilms en Jurassic Park, en werden ook bijvoorbeeld Trafalgar Square en de Allianz Arena nagebouwd.
- Op 5 augustus 2011 nam de ruimtesonde Juno drie speciaal vervaardigde legofiguurtjes, die Jupiter, Juno en Galileo Galilei voorstellen, mee naar de planeet Jupiter.[17]
- In 2009 maakte James May voor zijn programma James May Toy Stories een huis helemaal gemaakt uit LEGO. Het was groot genoeg om erin te wonen.
- De deejay's Jeckyll & Hyde hebben 2 keer een animatie gemaakt met behulp van LEGO.
- In 2011 bracht Ed Sheeran zijn single Lego House uit.
- In Schiedam werd in 2020 ter gelegenheid van het 100-jarig bestaan van de plaatselijke bibliotheek de Korenbeurs, waarin deze sinds 2015 gevestigd is, nagebouwd in LEGO.[18]

## Afkortingen voor legofans
- AFOL is een afkorting voor Adult Fan of LEGO (Engels voor "Volwassen legofan"), waarmee volwassenen worden aangeduid die na hun kinder- en jeugdjaren van LEGO hun hobby hebben gemaakt.[19] Bij AFOL's staat vooral het verzamelen en bouwen centraal, in tegenstelling tot de jongere liefhebbers, die er meestal ook mee spelen. Via websites en forums worden speciale dagen georganiseerd waarop bijvoorbeeld aan grootschalige projecten wordt gewerkt.
- ALE, Adult LEGO Enthusiast ("Volwassen lego-enthousiasteling"), wat ongeveer hetzelfde betekent, alleen wordt het aspect "fan" afgezwakt.
- AFOLB, Adult Fan of LEGO Bricks ("Volwassen fan van legostenen"), waarmee volwassenen worden bedoeld die de stenen op zich interessanter vinden dan het bouwen ermee.
- FOOL, Fan of Old LEGO ("Fan van oude LEGO), iemand die een fan is van klassieke legosets.
- TFOL, Teen Fan of LEGO ("Tienerlegofan"), iemand in de leeftijd 12-17 die als een AFOL met LEGO omgaat en vaak ook in AFOL-communities meedoet, maar zich vanwege zijn of haar leeftijd nog geen AFOL kan noemen.